# Лебедине (Полтавський район)
Лебедине (до 2016 року — Кірове) — село в Україні, у Кобеляцькій міській громаді Полтавського району Полтавської області. Населення становить 476 осіб. Колишній центр Лебединської сільської ради.

## Географія
Село Лебедине знаходиться на лівому березі річки Вісьмачка, яка через 4 км впадає в річку Ворскла, вище за течією на відстані 2 км розташоване село Сухе. Селом протікає пересихаючий струмок з загатою.

## Історія
12 червня 2020 року, відповідно до розпорядження Кабінету Міністрів України № 721-р «Про визначення адміністративних центрів та затвердження територій територіальних громад Полтавської області», село увійшло до складу Кобеляцької міської громади.
19 липня 2020 року, в результаті адміністративно - територіальної реформи та ліквідації Кобеляцького району, село увійшло до складу новоутвореного Полтавського району Полтавської області.